# Luiz Vieira
Luiz Rattes Vieira Filho (Caruaru, 12 de outubro de 1928 — Rio de Janeiro, 16 de janeiro de 2020) foi um cantor, compositor e radialista brasileiro.

## Vida
Seu nome foi uma homenagem ao avô. Perdeu a mãe com apenas dois anos de idade. Antes dos dez anos mudou-se para o Rio de Janeiro, sendo criado pelo avô em Alcântara, município de São Gonçalo. Na ex-capital federal exerceu diversas atividades antes de ingressar na vida artística. Foi chofer de caminhão, motorista de táxi, guia de cego, engraxate e lapidário. Em criança cantou em circos e parques de diversão. Aos oito anos, produziu sua primeira composição.
No início da sua carreira cantava músicas românticas, valsas e sambas-canções. No programa de Renato Murce, no Rio, imitou Vicente Celestino. Foi crooner de orquestra num cabaré do bairro da Lapa, no Rio de Janeiro, RJ, Brasil. 
Em 1946, foi contratado pela Rádio Clube do Brasil para apresentar  com o cantor e compositor Zé do Norte o programa "Manhãs da roça", dedicado a músicas nordestinas. No mesmo programa, tornou-se secretário e diretor musical, sendo também redator e anunciador de casamentos, óbitos, nascimentos e batizados. Transferiu-se depois para a Rádio Tamoio onde passou a apresentar-se no programa "Salve o baião", tornando-se o "Príncipe do baião", apresentando-se ao lado de Luiz Gonzaga, "O Rei do baião", Carmélia Alves, a "rainha" e Claudette Soares, a "princezinha".
Após a morte de seu grande parceiro Zé do Norte, fez homenagem ao mesmo cantando a música “Lua bonita” em dueto com Marcus Lucenna, em apresentação no Circo Voador, no Rio de Janeiro.
Conseguiu ser contratado pela rádio Tupi, por intermédio de Paulo de Grammont. Em 1950, acabou sendo contratado pelas rádios Tupi e Record, de São Paulo, que pertenciam às Emissoras Associadas. Com a inauguração da primeira TV no Brasil, a extinta Tupi, participou do primeiro programa musical da Televisão, "Espetáculos Tonelux", apresentando-se ao lado da vedete Virgínia Lane, com a direção de Mário Provezano. 
A canção Menino de Braçanã, de 1953, foi seu primeiro sucesso, na voz de Roberto Paiva e, em seguida, o cantor Ivon Curi gravou-a.
Trabalhou no início da carreira na Bahia, na TV Itapoan. Em 1954, era cantor da rádio e televisão Record de São Paulo, permanecendo até 1961. Trabalhava na rádio Nacional (CBN) - 1959. Encontro com Luiz Vieira, o programa da TV Excelsior, canal 9, de São Paulo, estreou no ano de 1962. Neste mesmo ano Vieira ganhou as paradas de sucesso com a canção Prelúdio Pra Ninar Gente Grande, mais conhecida como Menino Passarinho. Em 1963 gravou outro grande sucesso, Paz do Meu Amor (Prelúdio nº 2).
Autor de mais de 500 músicas, suas composições foram gravadas por nomes como Luiz Gonzaga,  Caetano Veloso, Taiguara, Pery Ribeiro, Nara Leão, Moacyr Franco, Hebe Camargo, Augusto Calheiros, Gilberto Alves, Agnaldo Rayol, Elba Ramalho, Cascatinha e Inhana, Sérgio Reis, Rita Lee, Marcelo Costa e Maria Bethânia.
Chegou a fazer diversas viagens aéreas por semana, para fazer cinco programas de televisão. Viajava do Ceará ao Rio Grande do Sul. Foi radialista na Rádio Nacional do Rio, no final dos anos 80, onde apresentou por mais de uma década, o programa diário Minha Terra, Nossa Gente, das 5h às 7h, de segunda a sábado. Depois passou pela Rádio Rio de Janeiro e Rádio Carioca. Também foi locutor da Rádio Manchete.
Não gostava de ser chamado de cantor, mas, sim, de cantador. Luiz Vieira era um estudioso das músicas de cordel.
Em 2002, lançou o espetáculo "Pessoas que brilham", no Teatro João Caetano onde a cada dia apresentou um convidado, entre os quais, Carmélia Alves. Foi também Diretor-presidente da SOCINPRO (1986 - 1988; 1990 - 1996).
Em outubro de 2018, foi realizado um show em São Paulo como tributo aos 90 anos do artista. A homenagem ganhou formato em disco em 2019.

## Morte
Vieira morreu em 16 de janeiro de 2020, aos 91 anos, depois de ser levado para o hospital após passar mal na noite anterior.

## Discografia
- (1951) Pai, acende o lampião/Caixa d.água • Todamérica • 78
- (1951) Baião da Vila Bela/Coreana • Todamérica • 78
- (1952) O retirante/Largo do Cafunçu • Todamérica • 78
- (1952) Dona Catulina/Chova ou faça sol • Todamérica • 78
- (1953) Pegando sol/A lenda do chafariz • Todamérica • 78
- (1953) Rolinha minha saudade/Toada com Maria Jesuína • Todamérica • 78
- (1954) Pirraça/Lelê belezinha • Todamérica • 78
- (1954) O menino de Braçanã/Os olhinhos do menino • Todamérica • 78
- (1954) Paroliado/Desfeita • Todamérica • 78
- (1955) Viva a Penha/Sodade furadera • Odeon • 78
- (1955) Quem come bebe tudo/Mamãe bate • Odeon • 78
- (1955) Rolinha fogo pagô/O lenço da moça • Odeon • 78
- (1956) Maria Filó (O danado do trem)/Ambrosina • Copacabana • 78
- (1956) Forró do Frutuoso/Meu crucifixo • Odeon • 78
- (1957) Estrada de Columandê/Corridinho da saudade • Copacabana • 78
- (1958) Cantiga da lembrança/Embolada mudou • Copacabana • 78
- (1959) Retalhos do Nordeste • Copacabana • LP
- (1959) Futucando/Milho verde • Copacabana • 78
- (1960) A intrigante/Guarânia do amor sofrido • Copacabana • 78
- (1962) Encontro com Luiz Vieira. Volume 1 • Copacabana • LP
- (1962) Pagando o pato/Meu sentido era na bela • Copacabana • 78
- (1962) Prelúdio pra ninar gente grande/Jaguaribe • Copacabana • 78
- (1963) Paz do meu amor (Prelúdio nº 2)/Taí no que dá • Copacabana • 78
- (1971) Em tempo de verdade • Copacabana • LP
- (1974) Luiz Vieira • Odeon • LP
- (1978) Na asa do vento • CBS • LP
- (1986) 40 anos de música • Continental • LP
- (1992) O melhor de Luiz Vieira • Movieplay • CD
- (2000) Os grandes sucessos • Polidisc • CD
- (2019) Luiz Vieira 90 anos • Kuarup • CD
- ([S/D]) Encontro com Luiz Vieira. Volume 2 • Copacabana • LP